# Гипроруда
АО «Гипроруда» — российская компания, в рамках деятельности которой функционирует институт по проектированию горнодобывающих предприятий с открытым и подземным способами разработки.
Полное наименование — Акционерное общество «Институт по проектированию горнорудных предприятий Гипроруда».

## История
11 мая 1931 года постановлением № 285 Президиума ВСНХ СССР было принято решение о создании в Ленинграде единого института по проектированию предприятий горнорудной промышленности, получившего название «Гипроруда». По заданию Наркома промышленности С. Ордженикидзе в 1931 г. А. В. Бричкин организует проектно-исследовательский институт «Гипроруда». С 1931 по 1941 гг. А. В. Бричкин — руководитель этого проектного института- сначала главный инженер, а затем директор института.
Необходимость в специализированной проектной организации была обусловлена крупномасштабной программой индустриализации страны, в частности, развития минерально-сырьевой базы (МСБ) чёрной металлургии с осуществлением на этой основе коренной реконструкции действующих и создания новых крупных горно-металлургических комплексов.
До этого проектирование горнорудных объектов осуществляли разрозненные проектные бюро или небольшие группы специалистов, которые выполняли локальные проекты отдельных участков и цехов предприятий непосредственно на рудниках. Учитывая грандиозные планы интенсивного развития металлургии, громадные объёмы централизованных капитальных вложений в формирование соответствующей рудной минерально-сырьевой базы (МСБ), основными задачами института «Гипроруда» в период его становления были подготовка кадров в области проектирования открытых и подземных горных работ, разработка и установление единых методик, позднее- норм проектирования горнорудных предприятий.
Всего в 1931—1940 гг. по проектам института построены и введены в действие 93 горнодобывающих предприятия чёрной и цветной металлургии, горной химии, промышленности строительных материалов. Среди них следует отметить рудники горы Магнитной, Кусинский и др. на Урале, Тульские и Липецкие в Центре, Балягинский в Сибири и Темир-Тау в Сибири, Часовярские карьеры огнеупорных глин, Еленовский и Карагубский карьеры флюсовых известняков, Саткинские — магнезитов, опытный Коробковский рудник — первенец освоения месторождений Курской магнитной аномалии.
В послевоенные годы[когда?] по проектам Гипроруды построены горно-обогатительные комбинаты: Оленегорский, Ковдорский, Коршуновский, Соколовско-Сарбайский, Качарский, Лисаковский, Азербайджанский, Костомукшский, на которых реализованы инновационные, для того времени, проектные решения, технологии и применяется высокопроизводительное горное оборудование. Так Ковдорский горно-обогатительный комбинат (ГОК) стал первым предприятием в чёрной металлургии, где с 1975 г. осуществляется комплексное использование руд с получением из них не только железорудного, но также апатитового и баделеитового концентратов. В 1987 г. введён в действие рудный дробильно-конвейерный комплекс в карьере, а в 1999 г. — впервые в Заполярье для доставки вскрышных пород в отвал построен комплекс циклично-поточной технологии в открытом исполнении.

## Филиалы гипроруды
В городе Харьков находился институт Южгипроруда. Во время Великой Отечественной войны часть сотрудников была эвакуирована в город Новокузнецк.
Основан 14 июля 1947 года, как Кузбассгипроруда. После реорганизации в 1969 году стал называться Сибгипрорудой. Сибирский филиал института Гипроруда преобразован в самостоятельный институт Сибгипроруда 21 февраля 1991 года. Оформлен в качестве акционерного общества. Располагается в городе Новокузнецке на улице Орджоникидзе, 9. Находится под патронажем ООО Евразхолдинг.
В Екатеринбурге находился институт Уралгипроруда.